# 多毛连翘叶黄芩
多毛连翘叶黄芩（学名：Scutellaria hypericifolia var. pilosa）为唇形科黄芩属下的一个变种。

## 扩展阅读
- 維基物種上的相關：多毛连翘叶黄芩